# Namibe
Namibe (cunoscut înainte de 1985 sub numele de Moçâmedes) este un oraș în Angola, port la Oceanul Atlantic. Este reședința provinciei omonime.